# Brigade du Texas
La brigade du Texas, aussi souvent désignée comme la brigade de Hood car elle a été commandée par le général John Bell Hood, est une brigade d'infanterie dans l'armée des États confédérés qui se distingue pour sa ténacité farouche et sa capacité de combat pendant la guerre de Sécession. Elle participe à toutes les grandes batailles de l'armée de Virginie du Nord à l'exception de la bataille de Chancellorsville.

## Organisation
La brigade du Texas originale est organisée le 22 octobre 1861, principalement grâce aux efforts de John Allen Wilcox, un membre du premier congrès confédéré du Texas qui reste les patron politique de la brigade jusqu'à sa mort en 1864. La brigade est d'abord brièvement sous le commandement de Louis T. Wigfall jusqu'à ce qu'il prenne un siège au sénat confédéré. Le commandement est ensuite donné à John Bell Hood (ainsi la brigade du Texas est souvent connue comme la « brigade de Hood » ou « brigade du Texas de Hood »). La brigade quitte le Texas mal armée et beaucoup d'hommes n'ont pas d'armes. D'autres prennent tout ce qui est disponible, ce qui fait que les soldats portent presque tout ce qui peut tirer -- fusils de chasse, pistolets, vieux mousquets à silex utilisés lors de la révolution du Texas, fusils du Mississippi modèle 1841, fusil à barillet Colt, et plus encore. Au moins deux compagnies sont connues pour avoir des fusils Springfield modèle 1855, les seules armes modernes dans la brigade. Les Texans sont tenus en haute estime, grâce à la légende de l'Alamo et de la révolution du Texas, et le gouvernement confédéré fait en sorte qu'ils obtiennent le meilleur équipement disponible. La plupart de la brigade a rapidement des fusils Enfield à partir du 1st Texas, qui a surtout des fusils à canon lisse et semble les avoir toujours bien utilisés jusqu'en 1864.
La brigade est affectée initialement à la division du major général Gustavus W. Smith, qui est parfois commandé par le brigadier général William Whiting. Pendant une grande partie de la guerre, elle est affectée dans le corps d'armée de Longstreet de l'armée de Virginie du Nord du général Robert E. Lee, et est commandée pendant une grande partie de la guerre par le brigadier général  Jerome B. Robertson. Elle comprend initialement les 1st, 4th et 5th Texas Infantry, le 18th Georgia Infantry et (après la bataille de Seven Pines) la légion de Hampton (Caroline du Sud). Après la réorganisation générale de l'armée de Lee à la suite de la bataille d'Antietam à la fin 1862, les Géorgiens et Sud Carolinians sont réaffectés dans des brigades de leurs États respectifs ; le 3rd Arkansas Infantry est ajouté car c'est le seul autre régiment du trans-Mississippi et unique régiment de l'Arkansas servant dans l'armée de Lee.

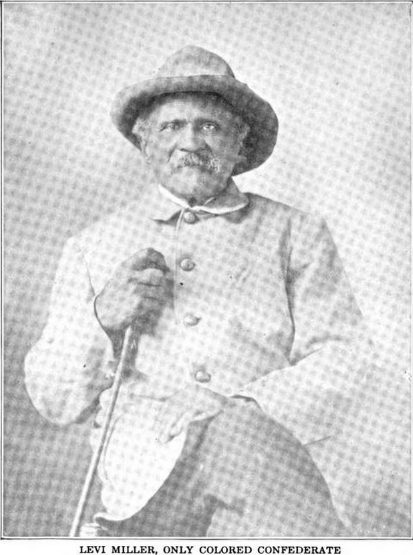
Levi Miller, serviteur pendant la guerre pour le capitaine McBride, de la compagnie E, du 5th Texas.

## Actions de combat
Le premier engagement général de la brigade a lieu à Eltham's Landing du 7 mai 1862, où elle perd 36 hommes tués et blessés. Au cours de la bataille de Seven Pines, elle envoyée pour soutenir le commandement de Longstreet. Bien que le reste de la division de Whiting soit lourdement engagé avec beaucoup de blessés, la brigade du Texas est principalement au repos pendant la bataille et perd seulement 10 hommes tués et blessés.
La brigade se distingue pendant la bataille de sept jours  où elle met en déroute l'ennemi à Gaines' Mill, capture une batterie de canons, et repousse une contre-attaque de la cavalerie. Les pertes de Gaines Mill sont lourdes, s'élevant à au moins 25 % de l'effectif total de la brigade du Texas. À Malvern Hill, la brigade est tenue en réserve les demandes de Hill pour attaquer les retranchements de l'Union sur la colline. À la suite de la bataille de sept jours, Whiting part en congé de maladie et, début août, Robert E. Lee nomme Hood comme commandant de division permanent. Au cours de la semaine suivante Malvern Hill, Lee écrit au sénateur Wigfall que 1 336 nouvelles recrues sont nécessaires pour reconstituer la brigade réduite, ce qui compte probablement moins de 1 000 hommes au début de juillet. En un mois, la brigade du Texas retrouve ses effectifs avec les nouvelles recrues et les hommes avec des blessures mineures qui reprennent le service et elle a près de 3 000 hommes au début de la campagne de Virginie du Nord.
Sa réputation augmente quand elle est le fer de lance de l'assaut de Longstreet sur la gauche de Pope lors de la seconde bataille de Bull Run. La brigade submerge deux régiments de l'Union, anéantit presque le 5th New York Zouaves, et capture une batterie de canons, perdant 628 hommes dans la bataille. Sa réputation de combattant est scellée lors de la bataille d'Antietam, quand il comble le trou dans la ligne confédérée et repousse les deux corps de l'Union qui l'attaquent. Sur les 854 hommes qui commencent la bataille à Sharpsburg, 550 hommes de la brigade du Texas sont tués ou blessés.
La plus célèbre action de la brigade a lieu le deuxième jour de la bataille de Gettysburg, au cours de son combat pour Devil's Den. Si la Confédération perd finalement la bataille, les 1st Texas, 4th Texas, 5th Texas, et 3rd Arkansas se distinguent en prenant Devil's Den malgré leur infériorité numérique certaine et subissant de lourdes pertes, dont le général Robertson qui est blessé. L'échec de la brigade pour prendre Little Round Top marque l'échec de cette journée de combats.
À la fin de la guerre, la brigade du Texas a combattu dans toutes les batailles engagées par l'armée de Virginie du Nord à l'exception de Chancellorsville. Les batailles comprennent la bataille de Seven Pines, la bataille des sept jours, la bataille de South Mountain, la  bataille d'Antietam, la bataille de Fredericksburg, la bataille de Gettysburg, et la bataille de la Wilderness. Plus tard, elle combat avec l'armée du Tennessee à Chickamauga et au cours de la campagne de Knoxville, et avec Longstreet à Suffolk. Sur une estimation de 5 353 hommes qui se sont enrôlés dans les trois régiment du Texas et celui de l'Arkansas, seuls 617 se rendent, le 9 avril 1865, à Appomattox Court House en Virginie. La brigade du Texas, avec la brigade de Stonewall de Virginie, elle est considérée comme  des troupes de choc de l'armée de Virginie du Nord.

## Ordres de bataille
- Eltham s Landing (7 mai 1862) ; affectée à la division de Whiting ; la brigade est commandée par le brigadier général John Bell Hood
  - 1st, 4th, et 5th Texas Infantry
  - 18 Georgia Infantry
- Seven Pines (31 mai – 1er juin 1862) ; affectée à la division; de Whiting ; la brigade est commandée par le brigadier général John Bell Hood 
  - 1st, 4th, et 5th Texas Infantry
  - 18th Georgia Infantry
- Gaines' Mill (27 juin 1862)  (le principal engagement de la bataille de sept jours) ; affectée à la division de Whiting ; la brigade est commandée par le brigadier général John Bell Hood
  - 1st, 4th, et 5th Texas Infantry
  - 18th Georgia Infantry
  - Légion de Hampton (Caroline du Sud)
- Deuxième Bull Run (28-30 août 1862) ; affectée à la division de Hood ; la brigade est commandée par le brigadier général John Bell Hood
  - 1st, 4th, et 5th Texas Infantry
  - 18th Georgia Infantry
  - Légion de Hampton (Caroline du Sud)
- Antietam (17 septembre 1862) ; affectée à la division de Hood ; la brigade est commandée par le colonel William T. Wofford
  - 1st, 4th, et 5th Texas Infantry
  - 18th Georgia Infantry
  - Légion de Hampton (Caroline du Sud)
- Fredericksburg (11-15 décembre 1862); ; affectée à la division de Hood ; la brigade est commandée par le brigadier général Jerome B. Robertson
  - 1st, 4th, et 5th Texas Infantry
  - 3rd Arkansas Infantry
- Gettysburg (1er au 3 juillet 1863)  ; affectée à la division de Hood ; la brigade est commandée par le brigadier général Jerome B. Robertson
  - 1st, 4th, et 5th Texas Infantry
  - 3rd Arkansas Infantry
- Chickamauga (18-20 septembre 1863) ; affectée à la division de Hood ; la brigade est commandée par le brigadier général Jerome B. Robertson
  - 1st, 4th, et 5th Texas Infantry
  - 3rd Arkansas Infantry
- Wilderness (5-7 mai 1864) ; affectée à la division de Field ; la brigade est commandée par le brigadier général John Gregg
  - 1st, 4th, et 5th Texas Infantry
  - 3rd Arkansas Infantry
- Cold Harbor (21 mai – 3 juin 1864) ; affectée à la division de Field ; la brigade est commandée par le brigadier général John Gregg
- 1st, 4th, et 5th Texas Infantry
- 3rd Arkansas Infantry